# Монтеск'є (гурт)
Монтеск'є (фр. Montesquieu) — український дрим-поп проєкт музичного продюсера та мультиінструменталіста Ігоря Хоркавого.

## Історія
Проєкт було створено у 2020 році після переїзду Хоркавого з Франції. Тоді ж під час карантину на домашній студії він записує перший мініальбом «Таксі Монтеск'є», паралельно працюючи зі Степаном Бурбаном над проєктом Паліндром.
Після початку повномасштабного вторгнення РФ в Україну, після дворічного затишшя музиканта виходять сингли «Мандрівник 1927» та «Осліплених днів каламуть» на вірші Володимира Свідзінського. Разом з «Мандрівником 1927» з'являється відеоробота авторства Олі Климук.
Впродовж 2021—2023 Хоркавий активно гастролює з Паліндромом.
У 2023 році виходить єдиний сингл «Паліатив».
Весною 2024 року Монтеск'є анонсує альбом «Літанія радості й смутку» та випускає два сингли на його підтримку. У березні виходить спільна робота з Seira з львівського пост-блек гурту pušča під назвою «П'яні діти в імлі», а в квітні — сингл «Музика труб під вікнами невиліковно хворих».
20 листопаду 2024 року вийшла гра S.T.A.L.K.E.R. 2: Серце Чорнобиля в якій в якості саундреків були використані пісні гурту.

## Дискографія

### Студійні альбоми
- Літанія радості й смутку (2024)

### Мініальбоми
- Таксі Монтеск'є (2020)

### Сингли
- Осінь на майдані Кліші (2020)
- 8 самурай (2020)
- Мандрівник 1927 (2022)
- Осліплених днів каламуть (2022)
- Паліатив (2023)
- П'яні діти в імлі, ft. Seira (2024)
- Музика труб під вікнами невиліковно хворих (2024)